# Поярковский сельсовет (Московская область)
Поярковский сельсовет — упразднённая административно-территориальная единица, существовавшая на территории Московской губернии и Московской области до 1939 и в 1954—1963 годах.
Поярковский с/с был образован в первые годы советской власти. По данным 1921 года он входил в состав Ульяновской волости Московского уезда Московской губернии.
В 1929 году Поярковский с/с был отнесён к Сходненскому району Московского округа Московской области.
27 сентября 1932 года в связи с ликвидацией Сходненского района Поярковский с/с был передан в Солнечногорский район.
4 января 1939 года Поярковский с/с был передан в новый Краснополянский район.
17 июля 1939 года Поярковский с/с был упразднён. При этом его территория была передана в Мышецкий с/с.
14 июня 1954 года Поярковский с/с был восстановлен путём преобразования Мышецкого с/с.
22 июня 1954 года из Чашниковского с/с в Поярковский были переданы селения Жигалово, Лунёво, посёлок совхоза «Лунёво» и территория дома отдыха.
3 июня 1959 года Краснополянский район был упразднён и Поярковский с/с был передан в Химкинский район.
28 июля 1960 года Химкинский район был упразднён и Поярковский с/с был передан в Солнечногорский район.
26 декабря 1962 года Солнечногорский район был переименован в Солнечногорский сельский, в состав которого вошёл Поярковский с/с.
31 августа 1963 года Поярковский с/с был упразднён. При этом его территория была передана в Искровский с/с.